# Ixias pyrene
Espèce
Ixias pyrene est une espèce de lépidoptères (papillons) de la famille des Pieridae et de la sous-famille des Pierinae.

## Répartition
- Du sud et de l'est de l'Inde à l'Asie du Sud-Est, y compris le Sri Lanka (Ceylan).

## Liste des sous-espèces
- Ixias pyrene cingalensis Moore
- Ixias pyrene sesia Fabricius
- Ixias pyrene latifasciata Butler, 1871
- Ixias pyrene alticola Pendlebury, 1933
- Ixias pyrene birdi Distant, 1883
- Ixias pyrene verna H. Druce, 1874
- Ixias pyrene ludekingi Vollenhoven
- Ixias pyrene balice Boisduval
- Ixias pyrene insignis Butler
- Ixias pyrene andamana Moore
- Ixias pyrene clarki Avinoff
- Ixias pyrene undatus Butler
- Ixias pyrene hainana Fruhstorfer
- Ixias pyrene yunnanensis Fruhstorfer, 1902

## Philatélie
Ce papillon figure sur plusieurs émissions philatéliques :
- Cuba de 1984 (valeur faciale : 1 c.).
- Laos de 1986 (valeur faciale : 5 k).